# Pervera
Pervera (Prevera en asturiano y oficialmente) es una parroquia asturiana del concejo de Carreño, en el norte de España. Cuenta con una población de 168 habitantes de acuerdo al INE de 2021 que se reparten en una superficie de 5,74 kilómetros cuadrados. Limita al norte con las parroquias de Carrió y Prendes al sur y al oeste con la de Guimarán y al este con el concejo de Gijón, concretamente con la antigua parroquia de Jove hoy absorbida por el crecimiento de la ciudad y con la parroquia de Poago. 
Cuenta con las entidades de población de La Baragaña, La Barquera, Barreres, La Cuesta, El Empalme (L'Empalme), Manzaneda (Mazaneda), El Monte, Muniello, Reconco, Riego (El Riigu), Valle, Xelaz.